# 安道爾LGBT權益
女同性戀、男同性戀、雙性戀與跨性別者在安道爾的權益受法律保障。自2005年起，安道爾的同性戀者可以經合由民事結合成為伴侶。

## 同性性行為相關法律
同性性行為在安道爾合法，且同意年齡與異性戀者一樣皆為16歲。

## 同性伴侶關係
2005年，安道爾允許同性戀者登記為伴侶關係，成為實質意義上的同性夫婦，但仍不能收養小孩 。

## 歧視與仇恨罪保護
在安道爾，歧視同性戀者為非法。無論任何性傾向，其本人和家庭的公民權、出入境權、移民權都擁有平等待遇。

## 概況
| 同性性行為合法化             | （自1790年）       |
| 同意年齡平等化               | Yes                |
| 反歧視法適用於所有領域       | Yes                |
| 同性婚姻                     | No                 |
| 承認同性伴侶關係             | （民事結合）       |
| 同性領養                     | No                 |
| 同性戀者得合法公開在軍隊服務 | （安道爾沒有軍隊） |
| 允許男男性接觸者（MSM）捐血  | No                 |